# جوزيف إي. سينوت
جوزيف إي. سينوت هو كيميائي ومحامي وسياسي أمريكي، ولد في 1966. نشط حزبياً في الحزب الديمقراطي.